# Tour de Murcie 2006
Le Tour de Murcie 2006 est la 26e édition de cette course cycliste par étapes. Il s'est déroulée du 1er au 5 mars 2007. La course comportait 5 étapes entre Murcie et Murcie. L'Espagnol José Iván Gutiérrez s'impose.

## Étapes
| Etape   | Date     | Ville Départ        | Ville Arrivée          | km    | Vainqueur             | Maillot Jaune       |
| ------- | -------- | ------------------- | ---------------------- | ----- | --------------------- | ------------------- |
| Etape 1 | 1er mars | Murcie              | Las Torres de Cotillas | 162.2 | Heinrich Haussler     | Heinrich Haussler   |
| Étape 2 | 2 mars   | Alcantarilla        | Alhama de Murcia       | 172.4 | Alejandro Valverde    | Ángel Vicioso       |
| Étape 3 | 3 mars   | Jumilla             | Jumilla                | 21.6  | José Iván Gutiérrez   | José Iván Gutiérrez |
| Étape 4 | 4 mars   | Caravaca de la Cruz | Alto Collado Bermejo   | 148.6 | Carlos García Quesada | José Iván Gutiérrez |
| Étape 5 | 5 mars   | Murcie              | Murcie                 | 138.7 | Heinrich Haussler     | José Iván Gutiérrez |

## Classement final
| \| \| Santos González \| en \| 15 h 33 min 02 s \| \| 1. \| José Iván Gutiérrez \| en \| 15 h 33 min 05 s \| \| 2. \| David Bernabéu \| + \| 24 s \| \| 3. \| Jan Hruška \| \| 29 s \| \| 4. \| Carlos García Quesada \| \| 36 s \| \| 5. \| Ángel Vicioso \| \| 38 s \| \| 6. \| Alejandro Valverde \| \| 1 min 06 s \| \| 7. \| Damiano Cunego \| \| 1 min 38 s \| \| 8. \| Giuliano Figueras \| \| 1 min 50 s \| \| 9. \| Emanuele Sella \| \| 1 min 58 s \| |                       |    |                  |
| | Santos González       | en | 15 h 33 min 02 s |
| 1. | José Iván Gutiérrez   | en | 15 h 33 min 05 s |
| 2. | David Bernabéu        | +  | 24 s             |
| 3. | Jan Hruška            |    | 29 s             |
| 4. | Carlos García Quesada |    | 36 s             |
| 5. | Ángel Vicioso         |    | 38 s             |
| 6. | Alejandro Valverde    |    | 1 min 06 s       |
| 7. | Damiano Cunego        |    | 1 min 38 s       |
| 8. | Giuliano Figueras     |    | 1 min 50 s       |
| 9. | Emanuele Sella        |    | 1 min 58 s       |

## Classements annexes
| Classement par points     | Heinrich Haussler     |
| Grand Prix de la Montagne | Carlos García Quesada |
| Classement du combiné     | José Iván Gutiérrez   |
| Meilleure Équipe          | Comunidad Valenciana  |